# نمس رمادي هندي
النمس الرمادي الهندي أو النمس الرمادي (الاسم العلمي Herpestes edwardsi)، نوع من النمس يوجد بشكل رئيسي في غرب آسيا وشبه القارة الهندية. في لغات شمال الهند (الهندية / البنجابية) يطلق عليه Nevlaa. غالبًا ما يوجد النمس الرمادي في الغابات المفتوحة والأراضي الزراعية والحقول المزروعة، وغالبًا ما يكون قريبًا من مساكن البشر. يعيش في الجحور والشجيرات والغابات، بين بساتين الأشجار، ويأوي تحت الصخور أو الشجيرات وحتى في المصارف. هو جريء وفضولي جدًا ولكن حذر، نادرًا ما يغامر بعيدًا عن المناطق المغطاة. يتسلق بشكل جيد للغاية. عادة ما يوجد منفردة أو في أزواج. وهو يفترس القوارض والثعابين وبيض الطيور والفقس والسحالي ومجموعة متنوعة من اللافقاريات. على طول نهر شامبال، يتغذى من حين لآخر على بيض الغريال. يتكاثر على مدار السنة.

## معرض صور

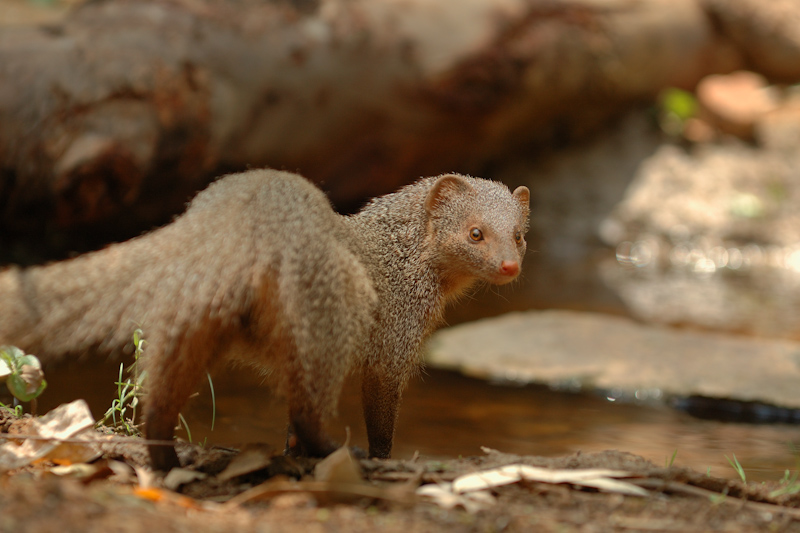
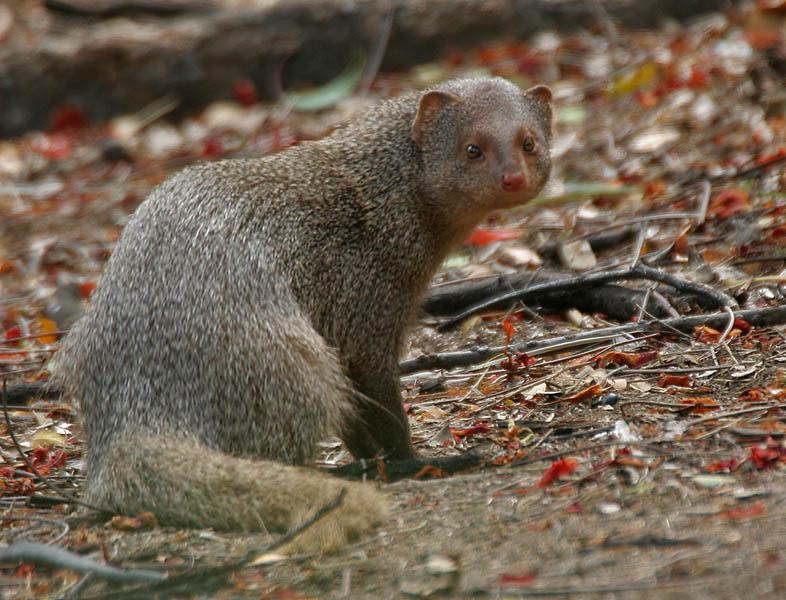
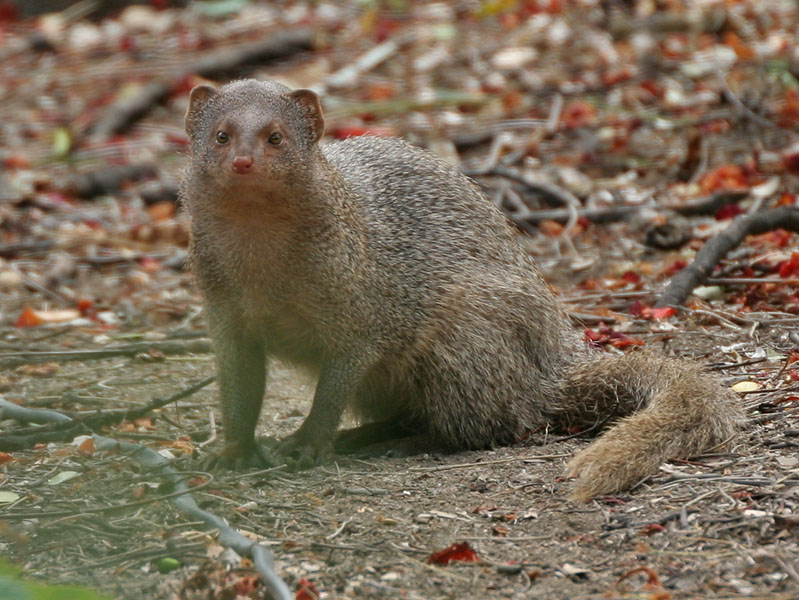